# Nivåskiftare

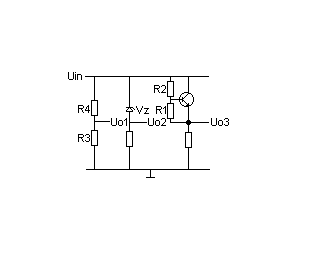
Olika typer av nivåskiftare.

Nivåskiftare (eng. Level Shifter) kallas en typ av koppling där elektrisk spänning sänks från en nivå till en annan. Detta är speciellt användbart i integrerade kretsar och kan göras på tre sätt. Antingen spänningsdelar man med hjälp av motstånd (Uo1) vilket dock får till följd att man även dämpar den dynamiska signalen. Eller också använder man en zenerdiod (Uo2) som dock är lite långsam och begränsar maxfrekvensen eller också använder man en Vbe-multiplier (Uo3). Den sistnämnda är väldigt speciell. Man kan visa att spänningen över kollektorn och emitter är:
{\displaystyle U_{CE}=({\frac {R_{2}}{R_{1}}}+1)*V_{BE}}
Där Vbe är typiskt 0,6V.
Att man kan göra på ovanstående sätt beror på att Vbe är tämligen konstant och basströmmen väldigt liten (då strömförstärkningen, {\displaystyle \beta }, hos en BJT är av storleksordningen 100). Resultatet blir att Uo3 följer Uin men med Uce lägre spänning, där Uce alltså är tämligen konstant.